# Jan Malík
Jan Malík (7 aprile 1992) è un calciatore ceco, centrocampista del Černo More Varna.

## Caratteristiche tecniche
Gioca come mediano o centrocampista centrale.
| Controllo di autorità | VIAF (EN) 7508156565733523500005 |